# Seznam slovenskih besed prevzetih iz furlanščine
V stoletjih, med katerimi je slovenščina imela tesen stik furlanščino, je prevzela iz tega jezika tudi nekaj besed, značilnih za pogovorno slovenščino oz njen zahodni del, medtem, ko uporabljata na vzhodu Slovenije na tamkajšnjih dialekth sloneča pogovorna štajerščina in prekmurščina na eni strani ter pogovorna dolenjščina na jugu Slovenije izraze, ki so prevzete iz geografsko bližnjih jezikov in so drugačnega izvora. 

## Seznam izposojenk furlanskega izvora v slovenščini
- punca,
- fant,
- raca,
- čebula,
- krota, ...